# Lichtenberg (Woudenberg)
Lichtenberg is een voormalig kasteel bij Woudenberg in de Nederlandse provincie Utrecht.
Het kasteel is waarschijnlijk in het begin van de 15e eeuw gebouwd door de tweede zoon van Jan van Renesse van Rhijnauwen, voorman van een van de strijdende politieke groeperingen in Utrecht, de Lichtenbergse factie: zo genoemd naar het huis Lichtenberg te Utrecht. Deze zoon wordt in 1417 vermeld als 'Jan van Renesse die men noemt Lichtenberg', en nadat hij het huis Kersbergen te Zeist gekocht had als 'Jan van Renesse wonend tot Zeist'.
In 1712 werd de Lichtenberg verkocht aan Andries Abbema, zoon van Sijbrand Frederik Abbema, extraordinaris raad van Nederlands Indië. Kort daarop kocht hij de heerlijkheid Woudenberg voor 10.000 gulden. Sindsdien noemde Abbema zich 'Heer van Woudenberg en Lichtenberg'. In 1717 liet hij Justus van Broeckhuijsen een kaart van de ambachtsheerlijkheid tekenen met het huis Lichtenberg in de cartouche. Waarschijnlijk heeft Abbema het huis grondig gerestaureerd en tuinen aan laten leggen.
In 1754 wordt het goed als volgt beschreven:
'de wijt vermaarden en extra plaisante Heere Huijzinge en Hofstede Lichtenberch, bestaande uit een groot voorhuijs, vier spatieus en benedenkamers, zijnde daarvan vier behangen, een fraaij behangen en geplaffonneerden opkamer of salet, zeven bovenkamers, keukens met denselver fournuijzen en andere gemakken en schoon en kelders, wijders in een thuijnmanshuijs, een thuijn huijs, orange huijs ofkamer, een stallinge voor negen, en een stallinge voor seven paarden, een knechtskamer, een koetshuijs, melkhuijs of melkkamer, mitsgaders een stallinge voor seven à agt koeijen met de hooijzolders daarboven en twee grote duijfhuijzen daarnevens'.
In 1762 blijken de dienstwoningen al niet meer aanwezig te zijn. Tijdens de Franse tijd worden in 1810 bij de belastingheffing op deuren en vensters voor Lichtenberg nog slechts vier deuren en zes vensters opgegeven. Dit aantal komt min of meer overeen met foto's uit 1955 van de diaconiehuisjes, ontstaan door verbouwing van het voorste deel van het oorspronkelijke huis. De achterste beuk is dan grotendeels verdwenen.
In de 19e eeuw werden de grachten gedempt. Het laatste deel van het 17e-eeuwse landhuis werd in 1995 afgebroken. Bij de aanleg van de rondweg is een deel van de tuinaanleg weer zichtbaar gemaakt.
Kasteel Ter Aa (Breukelen) ·
Aastein ·
Slot Abcoude ·
Amaliastein ·
Nieuw-Amelisweerd ·
Oud-Amelisweerd ·
Kasteel Amerongen ·
Kasteel Batestein (Harmelen) ·
Kasteel Batestein (Vianen) · 
De Beest ·
Bergestein ·
Beverweerd ·
Blasenburg ·
Blikkenburg ·
Blommesteyn ·
Bolenstein ·
Bolsweerd ·
Bottestein ·
Kasteel Broekhuizen ·
Bruinenburg ·
Huis Cammingha ·
Clarenborg ·
Coelhorst ·
De Batau ·
Dompselaer ·
Huis Doorn ·
Drakenburg (kasteel) ·
Drakensteyn ·
Kasteel Duurstede ·
Huis Ter Eem ·
Eijkelenburg ·
Emmickhuizen ·
Den Engh ·
Essenstein ·
Everstein (Everdingen) ·
Everstein (Jutphaas) ·
Den Eyck ·
Galesloot ·
Kasteel Geerestein ·
Gildenborgh ·
Kasteel Ten Goye ·
Grauwert ·
Grijpestein ·
Groenestein (Langbroek) ·
Kasteel Groeneveld (Baarn) ·
Groenewoude (Woudenberg) ·
Gunterstein ·
Kasteel de Haar ·
Kasteel Hagestein ·
Hamtoren ·
Kasteel Hardenbroek ·
Huis Harmelen ·
Ridderhofstad Heemstede ·
Kasteel Heemstede ·
Heimenberg ·
Heimerstein ·
Huis Herlaar ·
Ter Heul ·
Heulestein ·
Hindersteyn ·
Kasteel Ter Horst (Achterberg) ·
Isselt ·
Kasteel IJsselstein ·
Jagenstein ·
Kersbergen ·
Killestein ·
Kronenburg (kasteel) ·
Kasteel Levendaal ·
Lichtenberg (Woudenberg) ·
Lievendaal (Amerongen) ·
Landgoed Linschoten ·
Kasteel Linschoten ·
Lockhorst ·
Kasteel Loenersloot ·
Kasteel Lunenburg ·
Huis Maarsbergen ·
Marckenburg ·
Ter Meer ·
Ter Mey (Haarzuilens) ·
Huis te Mijdrecht ·
Huis te Mijnden ·
Kasteel Moersbergen ·
Kasteel Montfoort ·
Natewisch ·
Te Nesse ·
Kasteel Nijenrode ·
Nijenstein ·
Nijeveld ·
Noordwijk (Langbroek) ·
Huis te Oosterwijk ·
Oostwaard (Utrecht) ·
Op de Bol ·
Oud-Broekhuizen ·
Ridderhofstad Oudaan ·
Huis Oudegein ·
Oudenhorst ·
Plettenburg (kasteel) ·
Huis De Polle ·
Prattenburg ·
Kasteel Putkop ·
Randenbroek (park) ·
Remmerstein ·
Kasteel Renswoude ·
Rhijnauwen ·
Kasteel Rhijnestein ·
Huis Riebeek ·
Kasteel Rijnenburg ·
Rijnestein ·
Rijneveld ·
Kasteel Rijnhuizen ·
Rijningen ·
Huis Rijnsweerd ·
Rijpickerwaard · 
Kasteel Rijsenburg ·
De Roetert ·
Rumelaar ·
Kasteel Ruwiel ·
Royestein ·
Kasteel Sandenburg ·
Kasteel Schalkwijk ·
Kasteel Schonauwen ·
Schurenburg ·
Snaafburg ·
Snellenburg ·
Paleis Soestdijk ·
Steenhuis (Lopik) ·
Kasteel Sterkenburg ·
Stormerdijk ·
Landgoed Stoutenburg ·
Ten Massche ·
Valkenburg (Rhenen) ·
Huis te Velde ·
Kasteel Veldenstein ·
Hofstede te Vliet ·
Huis te Vleuten ·
Huis te Vliet (Lopik) ·
Huis te Vliet (Oudewater) ·
Vogelpoel ·
Huis te Voorn ·
Vredelant ·
Vronestein ·
Vuijlcop ·
Kasteel Walenburg ·
Wayenstein (Amerongen) ·
Kasteel Weerdenburg ·
Weerdesteyn ·
Weerestein ·
Hof ter Weyde ·
Wickenburgh ·
Wijnestein ·
Wiltenburg (Utrecht) ·
Kasteel van Woerden ·
Huis Woudenberg ·
Huis te Woudenberg (I) ·
Huis te Woudenberg (II) ·
Wulven ·
Kasteel Oud-Wulven ·
Wulvenhorst ·
Slot Zeist ·
Kasteel Zuilenburg ·
Zuileveld ·
Slot Zuylen ·
Huis Zuylenstein